# Jonas Bergqvist
Pär Jonas Bergqvist (ur. 26 września 1962 w Hässleholm) – szwedzki hokeista, mistrz olimpijski z 1994, trzykrotny mistrz świata, wieloletni zawodnik, a potem prezes klubu Leksands IF.

## Kariera
W latach 1981–1989 grał w szwedzkim klubie Leksands IF. W latach 1989–1990 występował w NHL w klubie Calgary Flames, a następnie w IHL w klubie Salt Lake Golden Eagles. W sezonie 1990/1991 grał dla klubu Mannheimer ERC w lidze niemieckiej. W latach 1991–1998 ponownie reprezentował klub Leksands IF. Karierę klubową zakończył w austriackim VEU Feldkirch, gdzie grał w latach 1998–1999. W 1996 otrzymał nagrodę Guldpucken dla najlepszego szwedzkiego hokeisty sezonu 1995/1996.
W reprezentacji Szwecji rozegrał 272 mecze (do 2007 był to rekord Szwecji, który został pobity przez Jörgena Jönssona). Wraz z drużyną zdobył dwa medale olimpijskie – brąz na igrzyskach w Calgary (1988) i złoto na igrzyskach w Lillehammer (1994). Dziewięciokrotnie brał udział w mistrzostwach świata, gdzie zdobył łącznie siedem medali (złote w 1987, 1991 i 1998).
Po zakończeniu kariery był prezesem klubu Leksands IF (2000–2006), a następnie komentatorem sportowym.